# Europsko prvenstvo u košarci za žene – Nizozemska 1970.
Europsko prvenstvo u košarci za žene 1970. godine održalo se u Nizozemskoj 1970. godine.